# Goonies
Goonies (ang. The Goonies; inne tłum. Gagatki lub Postrzeleńcy) – amerykański film przygodowy w reżyserii Richarda Donnera z 1985 roku. Zdjęcia kręcono w Astorii i na Haystack Rock w Cannon Beach w stanie Oregon.

## Fabuła
Bracia Mikey i Brand Walshowie mieszkają na osiedlu, które ma zostać wykupione przez dużego inwestora i przebudowane na pole golfowe. Razem z grupką przyjaciół z tej samej okolicy tworzą paczkę nazywaną Goonies. Podczas zabaw na domowym strychu, Mikey znajduje starą mapę prowadzącą do ukrytego skarbu. Rycina należała do Jednookiego Willy’ego, pirata, który grasował po okolicznych morzach. Cała paczka wyrusza na poszukiwania skarbu wierząc, że to ostatnia szansa na zdobycie pieniędzy i uratowanie ich domów. W ślad za nimi rusza zbiegła z więzienia rodzina Fratellich.

## Obsada
- Sean Astin – Michael „Mikey” Walsh
- Josh Brolin – Brandon „Brand” Walsh
- Jeff Cohen – Lawrence „Kloc” Cohen
- Corey Feldman – Clark „Japa” Devereaux
- Kerri Green – Andrea  „Andy” Carmichael
- Martha Plimpton – Stephanie „Stef” Steinbrenner
- Jonathan Ke Quan – Richard „Delta” Wang
- John Matuszak – Lotney „Słoń” Fratelli
- Robert Davi – Jake Fratelli
- Joe Pantoliano – Francis Fratelli
- Anne Ramsey – Mama Fratelli
- Mary Ellen Trainor – Harriet Walsh
- Keith Walker – Irving Walsh
- Lupe Ontiveros – Rosalita
- Curtis Hanson – pan Perkins
- Steve Antin – Troy Perkins

### Wersja polska
- Iwo Fajlhauer – Michael „Mikey” Walsh
- Mariusz Oborski – Brandon Walsh
- Wit Apostolakis-Gluziński – Lawrence „Kloc” Cohen
- Jakub Gąsowski – Clark „Japa” Devereaux
- Justyna Bojczuk – Andrea  „Andy” Carmichael
- Bianka Fajlhauer – Stephanie „Stef” Steinbrenner
- Albert Do – Richard „Delta” Wang
- Jan Aleksandrowicz-Krasko – Lotney „Słoń” Fratelli
- Wojciech Paszkowski – Jake Fratelli
- Waldemar Barwiński – Francis Fratelli
- Miriam Aleksandrowicz – Mama Fratelli
- Bianka Rucińska – siostra Delty
- Agnieszka Fajlhauer – Harriet Walsh
- Mirosław Konarowski –
  - Irving Walsh
  - strażnik #3
  - więzień #3
- Agata Gawrońska-Bauman – Rosalita
- Aleksander Kupisiewicz –
  - Troy Perkins
  - Greg

## Analiza
Film nosi wyraźne piętno Spielberga (scenarzysty). Akcja zawiązuje się w klimacie inteligentnej komedii rodzinnej, efektownie filmowanej z helikoptera, z dziećmi wyżywającymi się na rowerach, co w klarowny sposób przywodzi na myśl poetykę E.T. Po wstępie następują dynamiczne sceny będące jakby uwerturą do Poszukiwaczy zaginionej arki. Połączenie takie przynosi znakomity efekt, zwłaszcza że jest wzbogacone trafionymi momentami humorystycznymi. Mimo tego w dziele pojawiają się drobne niekonsekwencje, nie mające jednak wpływu na odbiór całokształtu. Delikatnie wyznaczona jest granica między fantastycznoscią i przesadną tonacją, a sugestią parodystyczną. Efekty grozy są celowo przerysowane. Widoczna jest fascynacja Spielberga postaciami z bajek i filmów Disneya (diaboliczna matka, czy groteskowi przestępcy).

## Nagrody i nominacje (wybrane)
Nagrody Saturn 1985
- Najlepsza aktorka drugoplanowa – Anne Ramsey
- Najlepszy młody aktor/aktorka – Jeff Cohen (nominacja)